# Jüdischer Friedhof (Xanten)

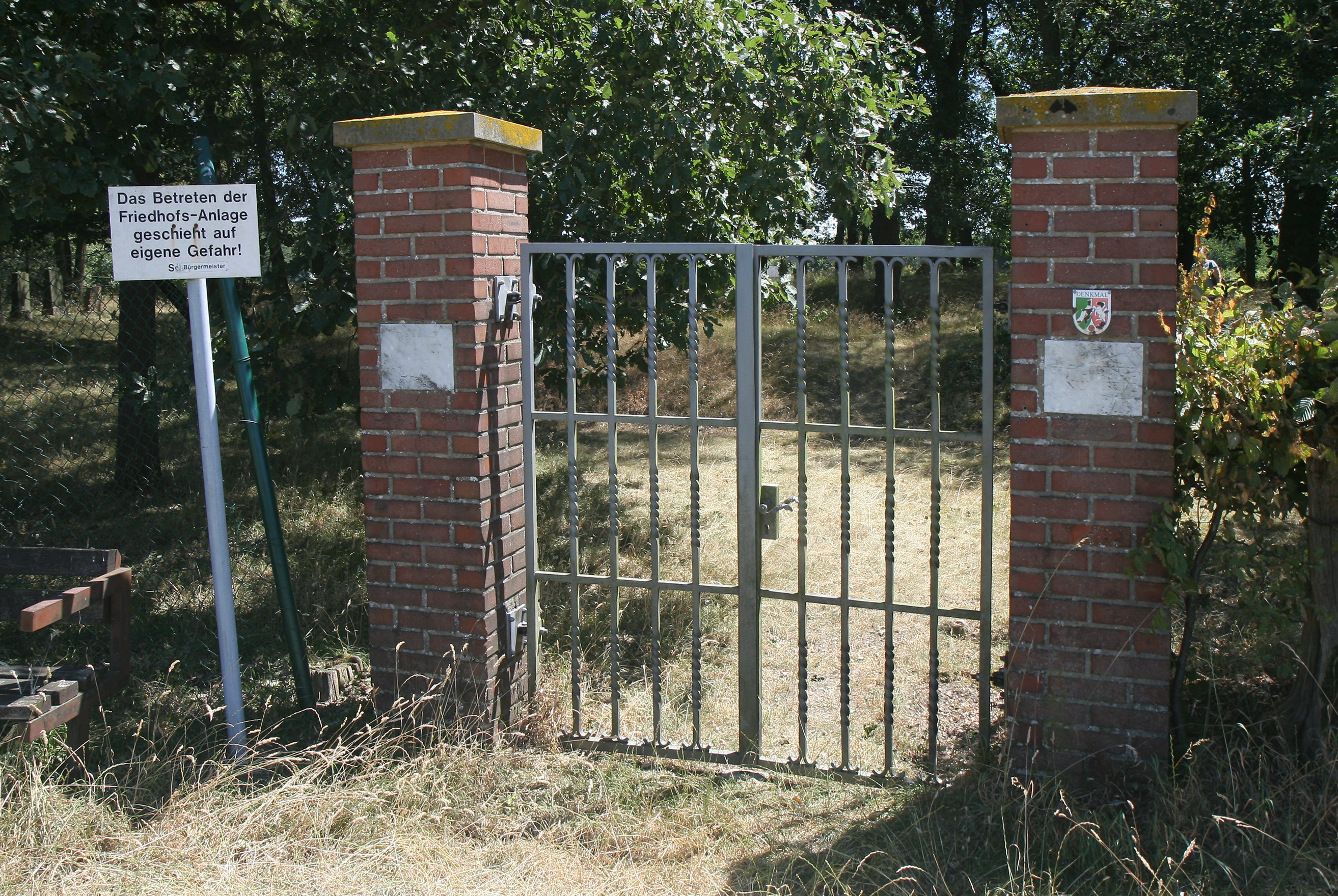
Eingang

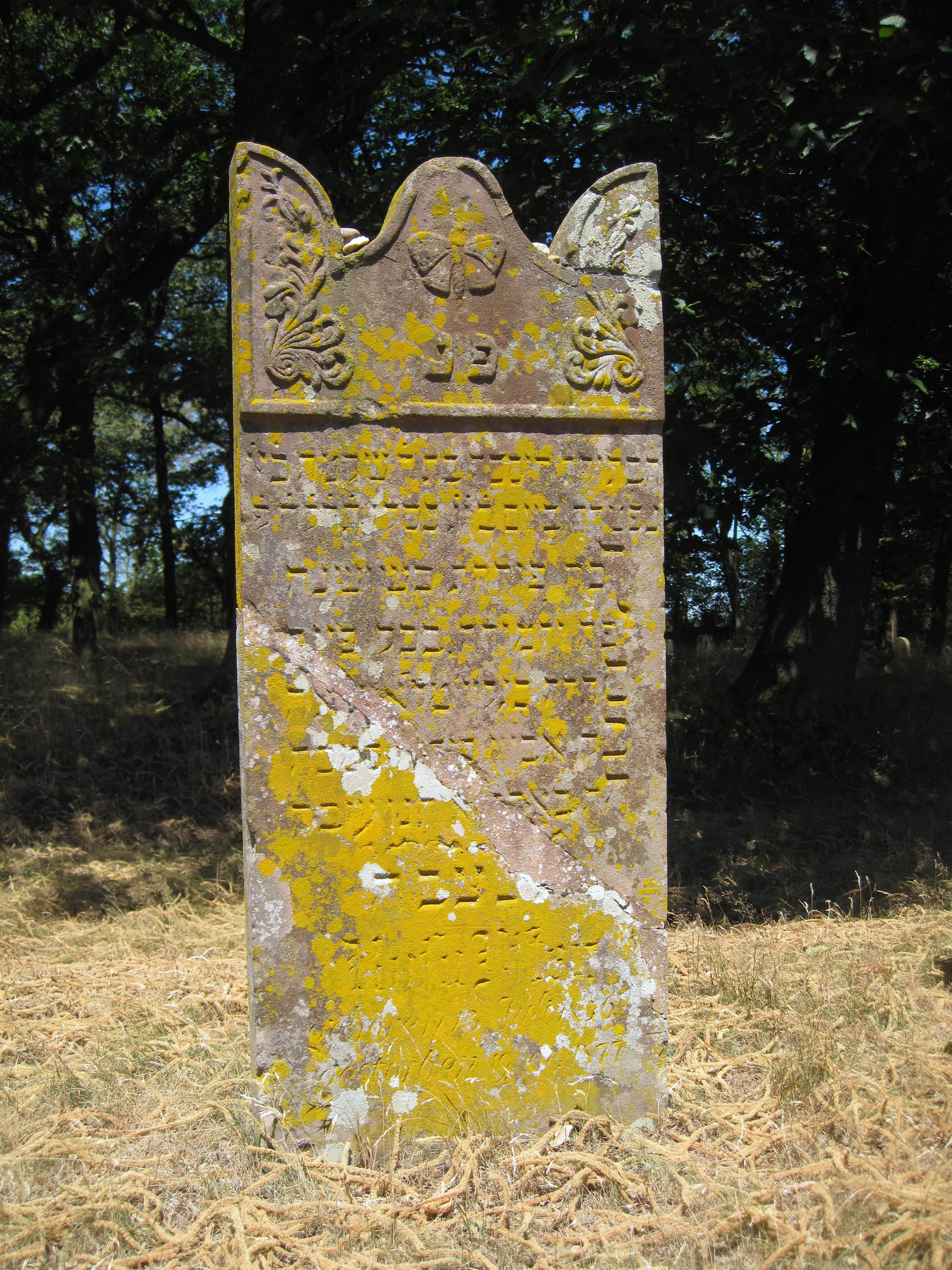
Grabstein

Der Jüdische Friedhof Xanten ist ein jüdischer Friedhof in der Stadt Xanten im Kreis Wesel in Nordrhein-Westfalen. Der Begräbnisplatz liegt südlich von Xanten am Heesberg, wenige hundert Meter südlich der Gelderner Straße und ist über den Heeser Weg zu erreichen.

## Geschichte
Eine jüdische Gemeinde in Xanten existierte schon in der Frühen Neuzeit. Sie gehörte zur Synagogengemeinde Geldern und wurde 1932 an Alpen angeschlossen. Die haltlosen Xantener Ritualmordbeschuldigungen von 1891/92 hatten Ausschreitungen zur Folge und bewirkten die Abwanderung zahlreicher jüdischer Familien hier und an anderen Orten. Die Größe der Xantener jüdischen Gemeinde belief sich 1806 auf 46, 1890 auf 85, 1895 auf 46, 1930 auf 14 und 1932 noch auf 19 Mitglieder. Eine Synagoge ist für das Jahr 1787 belegt, diese oder ein Nachfolgerbau wurde 1938 verwüstet dann zerstört.
Es gab wahrscheinlich schon im 12. Jahrhundert einen jüdischen Friedhof in Xanten. Der älteste Grabstein der hier in drei konzentrischen Kreisen angeordneten Grabstätten datiert auf 1770, der jüngste auf das Jahr 1928. Während des Novemberpogroms 1938 blieb der jüdische Friedhof weitgehend unversehrt. Der Begräbnisplatz ist heute öffentlich zugänglich.